# Przemysław Czerwiński
Przemysław Czerwiński, född den 28 juli 1983, är en polsk friidrottare som tävlar i stavhopp.
Czerwiński slutade åtta vid VM för juniorer 2002. Han blev även femma vid universiaden 2005. Samma placering nådde han vid EM i Göteborg 2006 då han hoppade 5,65.
Han var även i final vid Olympiska sommarspelen 2008 och slutade då elva efter att ha klarat 5,45.

## Personliga rekord
- Stavhopp - 5,80 meter